# Ectopleura marina
Ectopleura marina är en nässeldjursart som beskrevs av Torrey 1902. Ectopleura marina ingår i släktet Ectopleura och familjen Tubulariidae. Inga underarter finns listade i Catalogue of Life.